# Миноносцы типа S-67
Миноносцы типа S-67 — тип миноносцев, состоявший на вооружении Военно-морского флота Германии на рубеже XIX/XX веков. Всего было построено 7 миноносцев этого типа (по программе 1892 года). В 1914 году все миноносцы были переоборудованы в тральщики.

## Энергетическая установка
На кораблях типа в качестве ГЭУ была установлена трёхцилиндровая паровая машина (тройного расширения), состоящая из 1 локомотивного котла (в 1904 году на миноносцах установлен новый локомотивный котёл). С 1914 года он был заменён на 2 военно-морских котла. Максимальные запасы топлива на миноносцах типа составляли 36 тонн угля.

## Вооружение
Миноносцы вооружались одним 50-мм орудием. Их торпедное вооружение состояло из трёх однотрубных 450-мм торпедных аппаратов. После переоборудования в тральщики торпедные аппараты демонтированы, установлено тральное оборудование.